# Грир (Южная Каролина)
Грир (англ. Greer) — город в округах Гринвилл и Спартанберг в штате Южная Каролина в Соединённых Штатах Америки.
Согласно результатам переписи населения США, проведённой в 2020 году, число жителей города составляло 35 308 человек, что, для такого небольшого населённого пункта, существенно больше (+ 38,4%), чем было во время предыдущей переписи прошедшей в 2010 году (25 515 человек).

## История
Грир был назван в честь Джеймса Мэннинга Грира, шотландца по происхождению. Многие из его потомков до сих пор проживают в этом регионе. Джеймс Мэннинг Грир был потомком Джона Грира-старшего, который обследовал земли в округе Лоренс в 1750 году. Джон и его семья уже жили в округе Лоренс до прибытия в Новый Свет судна «The Falls» с будущими поселенцами в 1764 году. Правнук Джона-старшего, Джеймс Мэннинг Грир, поселил свою семью недалеко от Гринвилла, в районе, где впоследствии была постоена железнодорожная станция Грир.
До Войны за независимость США эти земли входили в состав «владений чероки», но в 1777 году были присоединены к штату Южная Каролина. Развитие города началось в 1873 году, когда железнодорожная компания Richmond and Danville Air Line Railway (ныне Norfolk Southern Railway) проложила линию между городами Атланта и Шарлотт. Первое отделение Почтовой службы США располагалось в железнодорожном депо. 
В 1876 году поселение было инкорпорировано и включено в реестр штата Айова, благодаря чему некорпоративное сообщество, население которого было тогда меньше ста человек, официально получило статус города («Сity of» / «Town of»). Когда город был зарегистрирован, он получил название «Greer's» и только сто лет спустя название было официально изменено на «Greer» без буквы «s» в конце.
После Второй мировой войны город начал расти и диверсифицировать свою промышленную базу. Были построены новая больница и средняя школа. Люди приезжали в Грир из Спартанберга и Гринвилла за покупками. В начале 1960-х годов была открыта межштатная автомагистраль I-85 и Международный аэропорт Гринвилл-Спартанберг. 
В 1970-х годах дешевый импорт подорвал текстильную промышленность и грозил превратить Грир в город-призрак, но жители Грира сумели сохранить город.
С начала третьего тысячелетия население города выросло кратно, с 16 843 человек в 2000 году до 44 387 человек в 2023 году.

## География
Грир расположен в 19 километрах к северо-востоку от Гринвилла и в 27 километрах к западу от Спартанберга (оба эти города являются административными центрами одноимённых округов на территории которых расположен Грир).
В соответствии с данными указанными на сайте центрального статистического органа страны — Бюро переписи населения США, общая площадь города составляет 66,2 км² (25,56 квадратных мили), из которых 60,7 км² (23,44 квадратных мили) приходится на сушу, а 5,5 км² (2,12 квадратных мили или 8,29%) — на водную поверхность.
В Грире есть три озера: Апалач, Робинсон и Каннингем. Река Саут-Тайгер протекает через северную часть Грира, входя в водосбор реки Брод-Ривер.